# 紫红无心菜
紫红无心菜（学名：Arenaria rockii）为石竹科无心菜属的植物，为中国的特有植物。分布于中国大陆的云南等地，生长于海拔3,800米至4,725米的地区，多生在山地，目前尚未由人工引种栽培。

## 别名
洛克氏蚤缀（拉汉种子植物名称）